# Казалине (Л'Аквила)
Казалине (итал. Casaline) је насеље у Италији у округу Л'Аквила, региону Абруцо.
Према процени из 2011. у насељу је живело 79 становника. Насеље се налази на надморској висини од 988 м.